# Complejo proteico

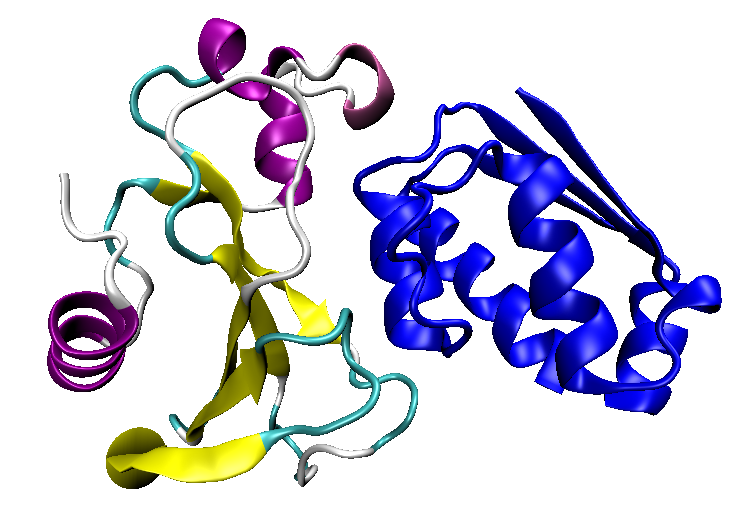
Proteínas de la bacteria Bacillus amyloliquefaciens formando un complejo.

En bioquímica, complejo proteico es un grupo de dos o más proteínas. Los complejos proteicos son una forma de estructura cuaternaria. Las proteínas en un complejo están enlazadas mediante enlaces no-covalentes (interacciones proteína-proteína). Diferentes complejos tienen diferentes grados de estabilidad dependiendo de su función. La formación de un complejo proteico, a menudo, sirve para activar o inhibir la unión de otro componente, en un momento determinado una proteína puede interactuar con otra en lapsos cortos de tiempo (transducción de señales) o se pueden establecer interacciones fuertes y duraderas (cadherinas, unión de las células epiteliales).
Las proteínas individuales pueden participar en la formación de una gran variedad de complejos proteicos, diferencias en las composiciones de dichos complejos conllevan a que difieran en función, un ejemplo es la función de proteínas involucradas en la apoptosis, en condiciones normales una proteína puede estar involucrada en la sobrevida, sin embargo, luego de una cascada de señalizaciones esta proteína podría gatillar cambios que conduzcan a la muerte de la célula. La variabilidad de interacciones de una proteína individual con otras depende de muchos factores, algunos de ellos son:
- En que compartimento subcelular se encuentra presente.
- En que estado del ciclo celular se encuentre la célula.
- El estado nutricional de la célula.
- Señales externas.
- Dominios de la proteína.
- Otros.

## Complejos enzimáticos
Las enzimas (que también son proteínas) también son capaces de formar en ciertos casos complejos multienzimáticos. Estas interacciones aumentan la actividad y la estabilidad de la misma enzima, debido principalmente a que disminuye la pérdida por difusión del producto intermediario y sustrato de la enzima vecina. También podría deberse a cambios conformacionales y menor tasa de desnaturalización de la misma proteína.

## Modelos de estudio
Muchos complejos se han estudiado en detalle, en particular en el organismo modelo Saccharomyces cerevisiae (una cepa de levadura). Este es un organismo eucarionte relativamente simple, el estudio de estos complejos está siendo actualmente complementado con estudios del genoma y la elucidación de nuevas interacciones está en periodo de experimentación y comprensión.
La identificación experimental de la presencia de complejos es variada, descrita en más detalle en la sección interacciones proteína-proteína.
La estructura molecular de los complejos proteicos pueden ser determinados por técnicas experimentales como son cristalografía de rayos X o resonancia magnética nuclear, incrementando los datos para su análisis y futura predicción de interacciones mediante herramientas bioinformáticas.

## Aplicaciones
Mediante ingeniería genética se han adaptado proteínas para que formen complejos estables. Un ejemplo de ello es la utilización de la proteína de andamiaje (scaffolding protein) del celulosoma como columna central, las proteínas que posean un dominio de unión a esta proteína de andamiaje serán capaces de unirse mediante un enlace fosfodiéster y formar estructuras largas y estables. Estas macromoléculas podrían ser utilizadas en procesos industriales.